# Gražina Didelytė
Gražina Didelytė (ur. 2 października 1938 r. w Kownie, zm. 2 stycznia 2007 r. w Wilnie) – litewska graficzka i ilustratorka książek.

## Życiorys

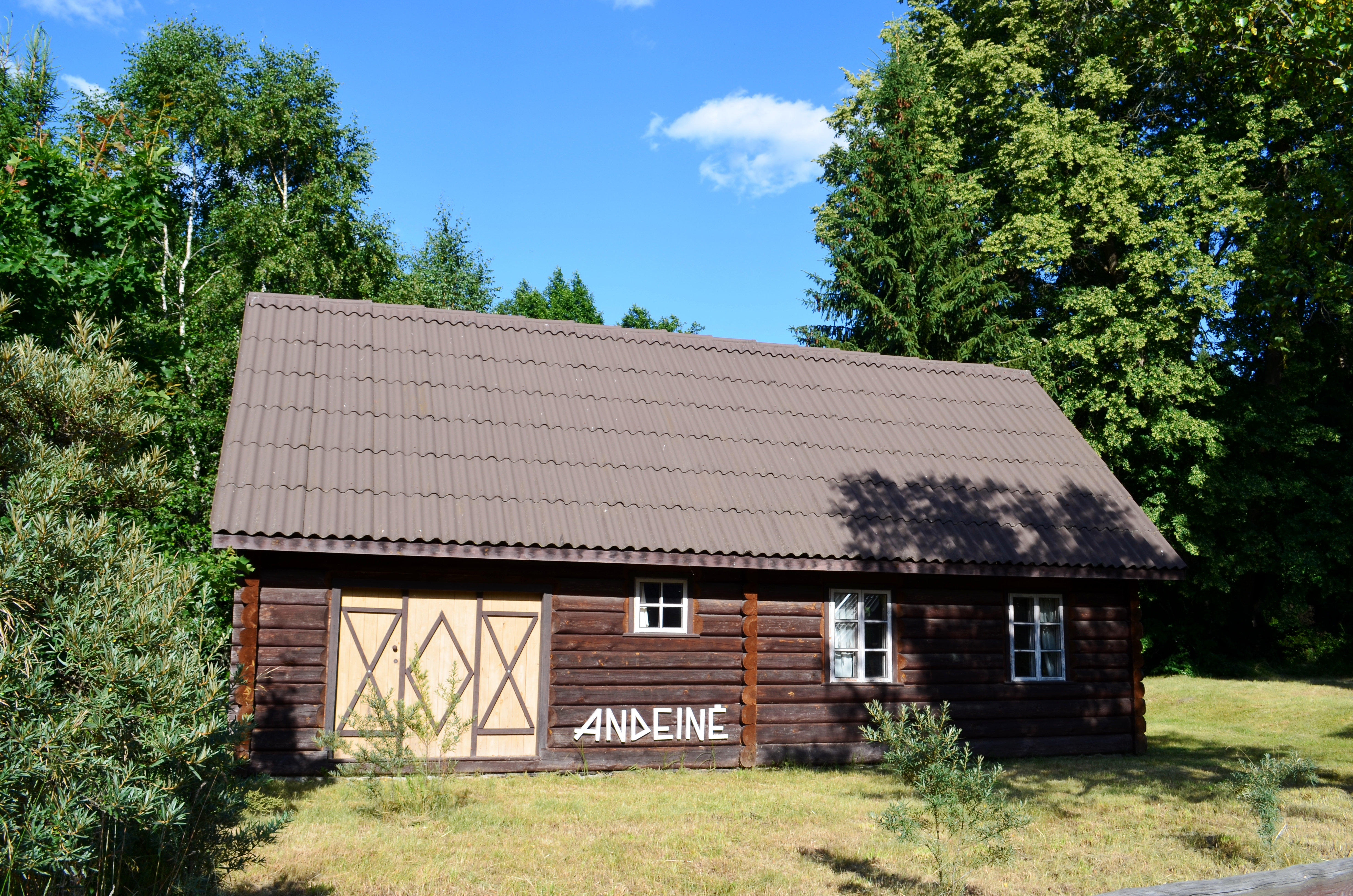
Dom i galeria Andeinė w Rudni (lit. Rudnelė) artystki Gražiny Didelytė

Gražina Didelytė urodziła się na ówczesnych przedmieściach Kowna w 1938 roku. W 1957 roku ukończyła szkołę średnią  Salomėji Nėris w Kownie. Następnie studiowała chemię na Uniwersytecie Technicznym w Kownie, ale w 1961 roku została studentką Akademii Sztuk Pięknych w Winie i tam w 1967 roku ukończyła kierunek: grafika.
W 1968 roku Didelytė rozpoczęła karierę artystyczną. Brała udział w wystawach krajowych i zagranicznych, ilustrowała książki, projektowała ekslibrisy. W latach 70. i 80. XX wieku brała aktywny udział w wyprawach etnograficznych, świętach ludowych, wędrowała do ważnych miejsc historycznych Litwy. Podczas jednej z wypraw została przesłuchana przez radziecką służbę bezpieczeństwa. 
W 1977 roku Didelytė przeprowadziła się z Kowna do Wilna, gdzie otrzymała pracownię. Później często biwakowała w regionie Dzukii i kupiła majątek we wsi Rudnia (Rudnelė). Mieszkała tam od 1995 do 2006 roku, w 2005 roku otworzyła galerię „Andeinė”.

## Twórczość
Gražina Didelytė brała udział w około 30 wystawach na Litwie, w Czechosłowacji (w latach 1977, 1983), Polsce (w 1977), na Łotwie (w latach 1984–85), w Finlandii (w latach 1993–94) i Japonii (w 1996). Zaprojektowała około 700 ekslibrisów, a także wiele druków artystycznych: cykl akwafort Giesmė apie medį („Pieśń o drzewie”) w 1970 r., Svirskio Lietuva („Litwa Svirskisa”) w 1975 r., O tėviške… („Och, Ojczyzna”) w 1976 r., Gyvenimo švelnus prisilietimas („Łagodny dotyk życia”) - dzieło upamiętniające postać Vincasa Mykolaitisa-Putinasa  w 1978 r., Akimirkos („Najważniejsze wydarzenia”) w 1982 r..), drobne prace graficzne, ilustracje książkowe (do tomików poetyckich Justinasa Marcinkevičiusa, Kazysa Bradūnasa, Aldony Puišytė, Gintautasa Iešmantasa, Česlovasa Masaitisa, Algimantasa Baltakisa i innych).  Podczas pobytu w Rudnelė stworzyła cykl poświęcony lokalnej przyrodzie pt. Dainavos klodai („Złoża Dainava”). 
Didelytė posługuje się stylem metaforycznym, przedstawiając wewnętrzne emocje człowieka, motywy mityczne, etnograficzne i elementy natury. W późniejszych pracach artystka poruszała tematykę wygnania i powojennego oporu. 
Artystka otrzymała wiele nagród. Zmarła w 2007 r. w Wilnie, pochowana jest na Cmentarzu na Rossie. 